# Joachim von Sternberg

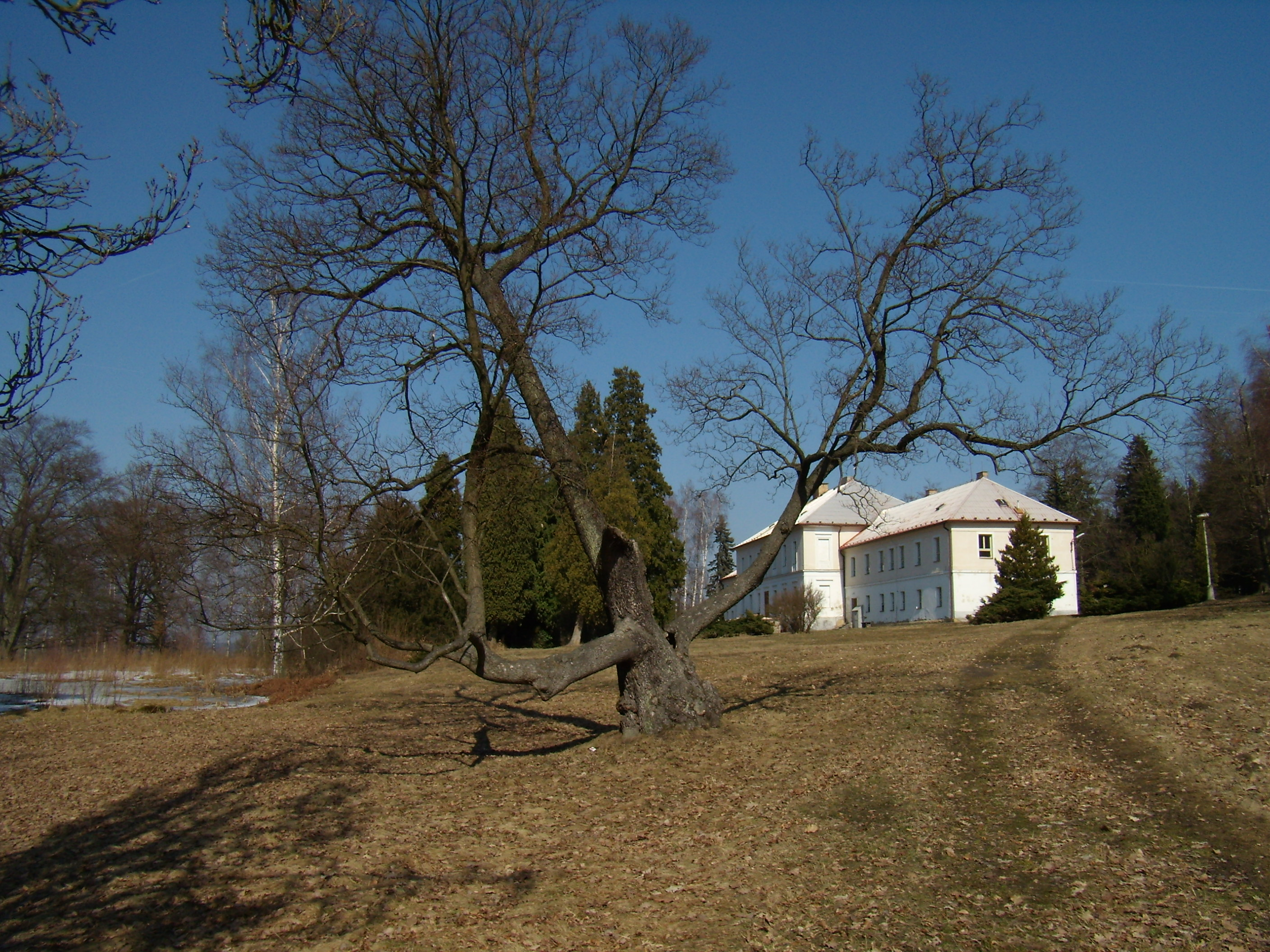
Schloss in Březina

Joachim Graf von Sternberg (tschechisch hrabě Jáchym ze Šternberk; * 12. März oder 13. August 1755; † 18. Oktober 1808 in Brzesina (Březina) bei Rokitzan) war ein habsburgisch-böhmischer Naturforscher und Unternehmer.

## Familie
Graf Sternberg war der zweite Sohn des Offiziers und Unterkämmerers Johann Nepomuk Graf von Sternberg (1713–1798) und der Anna Josepha Gräfin Kolowrat-Krakowsky (1726–1790). Neben den Brüdern Johann (1753–1789), Oberstleutnant und Mitglied der „königlich böhmischen Gesellschaft der Wissenschaften“ und Caspar (1761–1838), Naturforscher und Begründer der modernen Paläobotanik, gab es die Schwester Josepha Anna, die vor den Eltern starb. Alle Geschwister waren unverheiratet. Sein Bruder Caspar gründete 1818 mit den Vettern Franz (František) und Josef der Linie Sternberg-Manderscheid das heutige Nationalmuseum in Prag. 

## Leben
Graf Sternberg trat 1771 in das kaiserliche „Infanterieregiment Braunschweig-Wolfenbüttel“ ein. In den Friedensjahren beschäftigte er sich mit Musik und wissenschaftlichen Studien im Bereich der Mathematik und Alchemie. Im Bayerischen Erbfolgekrieg diente er 1778/1779 im Hauptquartier des Feldmarschalls Laudon.
Im Jahr 1784 quittierte Graf Sternberg den Dienst und gründete in Darowa (Darová) die Sternbergsche Eisenhütte. Er schlug schon 1795 vor, Steinkohle bei der Verhüttung zu verwenden, Versuche, die sein Bruder Caspar 1836 in Darowa veranlasste. Graf Sternberg lebte auf seinen Gütern in Radnitz und Brezina, wo er später ein kleines Schloss errichtete. Neben Mathematik und Musik widmete er sich auch astronomischen und chemischen Studien. Am 31. Oktober 1790 stieg er in Prag mit Jean-Pierre Blanchard im Gasballon auf, dabei nahm Sternberg mit Barometer, Eudiometer, Thermometer und anderen Instrumenten Messungen vor.
Graf Sternberg unternahm ausgedehnte Reisen nach Russland, dort zum Teil begleitet von Joseph Dobrowsky und nach England, Frankreich, Skandinavien sowie Oberungarn. Eine Reise nach Peking kam 1793 nicht zu Stande. Schwerpunkte waren der Besuch von Bergwerken und Eisenhütten. In den Karpaten und Unterkärnten bestieg er Berge und nahm Höhenbestimmungen vor. Im Bereich der Mineralogie beschrieb er Chrysopras, Opale und 1796 die „Verbrennung des Diamants“.
Graf Sternberg war Mitglied der „königlich böhmischen Gesellschaft der Wissenschaften“ in Prag, der Botanischen Gesellschaft zu Regensburg und der Gesellschaft Naturforschender Freunde zu Berlin.

## Werke
- Reise von Moskau über Sophia nach Königsberg mit einer kurzen Beschreibung von Moskau. Berlin 1793.
- Bemerkungen über Russland, auf einer Reise gemacht im Jahre 1792 und 93 mit statistischen und meteorologischen Tabellen. Dresden 1794.
- Versuch über das vortheilhafteste Ausschmelzen des Roheisens aus seinen Erzten und dessen Verarbeitung in denen Frischheerden, nach physischen und chemischen Grundsätzen, auch einer theoretisch-praktischen Anweisung zur Erbauung eines Holz ersparenden Hochofens, nebst einem Vorschlag das rohe Schmelzen des Eisens im Hochofen mittelst Steinkohlen zu bewirken. J. G. Calve, Prag 1795.
- Reise nach den ungarischen Bergstädten Schemnitz, Neusohl, Schmölnitz, dem Karpathengebirge und Pesth im Jahre 1807. Wien/Prag 1808.